# 哲學教育
哲學教育是教導與學習哲學的學術研究方法，不是教育哲學，也不是教育的哲學研究。

## 世界哲學教育
學校教育通常分為以下幾個階段：兒童早期教育（初等教育以前，幼稚園等）、初等教育（小学）、初期中等教育（初级中学）、後期中等教育（高級中學）、高等教育（大學）、研究所。哲學教育有時候可能會被列入“中學後非高等教育”。並不是每一個國家都在所有的教育階段都有了哲學課程，實際上很多情況下哲學根本沒有在任何課程中。

## 英語圈國家
在美國，哲學一般不會在大學前階段教授。然而透過批判性思维和給兒童的哲學可以使對象接觸哲學面的思維。在英國，可以在普通教育完成的選擇哲學課程。

## 歐洲
哲學是古希臘的獨立學科，在許多其他歐洲國家，哲學是高中課程的一部分。

### 非洲·中東
一些阿拉伯世界國家具有悠久的哲學教育傳統。根據联合国科教文组织的調查，哲學在以下阿拉伯國家的中等教育階段教授：阿尔及利亚、巴林、埃及、科威特、黎巴嫩、摩洛哥、毛里塔尼亚、卡塔尔、叙利亚、突尼西亞、也门。在大多數阿拉伯國家是在大學高等教育教授的。也有些例外的像是阿曼和沙特阿拉伯在教育上是完全沒有哲學的。。

### 亞洲
哲學教育傳統上在大部分的亞洲國家都有相關課程。早期有東方哲學，在20世紀和21世紀的印度、中國哲學教育已經開始盛行如西方哲學，尤其是在現代的韓國和日本更是哲學的學術研究基地。不過，情況因地而異。

### 拉丁美洲
自2008年起巴西將哲學列入高中課程的一部分。

## 教學方法
哲學中的教學方法是蘇格拉底反詰法和解釋學。哲學教育的教育學方面正在由教育哲學家進行研究。

## 註解
1. ↑  係指教導「學習哲學」的方法，教育哲學為「教育」的哲學思考方法
2. ↑  於国际教育标准分类法的第四級Post-secondary non-tertiary education

## 資料來源
1. ↑  UNESCO Human Security, Democracy and Philosophy Section, Social and Human Sciences Sector.  (PDF). Paris: UNESCO Publishing. 2009: 22, 34–35  [2017-10-28]. SHS/PH/2009/PI/ARB 185218. （原始内容存档 (PDF)于2016-04-11）.
2. ↑  , Ministério da Educação,   [2017-10-28], （原始内容存档于2020-11-01）

## 延伸閱讀
- Martens, Ekkehard. . Hannover: Schroedel. 1979. ISBN 3507390094. OCLC 6199101.
- Rehfus, Wulff D. . Berlin: Cornelsen. 1980. ISBN 3590145722. OCLC 17190479.
- Rollin, France, L’éveil philosophique – Apprendre à philosopher, UNAPEC, 1982.
- Rehfus, Wulff D.; Becker, Horst (编). . Düsseldorf: Schwann. 1986. ISBN 3590144475. OCLC 46096447.
- Tozzi, Michel. . Lyon: Chronique sociale. 1994. ISBN 2850081892. OCLC 30808707. (Spanish translation 2008)
- Kasachkoff, Tziporah (编). . Rowman & Littlefield. 2004. ISBN 978-0-7425-1448-5.
- UNESCO (various authors), Philosophy: A School of Freedom. Teaching philosophy and learning to philosophize: Status and prospects.（页面存档备份，存于）, UNESCO Human Security, Democracy and Philosophy Section, Social and Human Sciences Sector, Paris: UNESCO Publishing, 2007.
- Pfister, Jonas. . Bern: Haupt Verlag. 2010. ISBN 3825233243. OCLC 612490530.
- Savolainen, Juha, Pekka Elo, Satu Honkala, Rebecca Cingi (Hrsg.), IPO Helsinki Finland 2009, Publications of The Finnish National Commission for UNESCO no 85, 2010.